# Plasy
Plasy är en stad i Tjeckien.   Den ligger i regionen Plzeň, i den västra delen av landet, 80 km väster om huvudstaden Prag. Plasy ligger 326 meter över havet och antalet invånare är 2 527.
Terrängen runt Plasy är huvudsakligen platt, men norrut är den kuperad. Plasy ligger nere i en dal. Runt Plasy är det ganska glesbefolkat, med 30 invånare per kvadratkilometer. Närmaste större samhälle är Třemošná, 13,2 km söder om Plasy. I omgivningarna runt Plasy växer i huvudsak blandskog.